# Scharreren

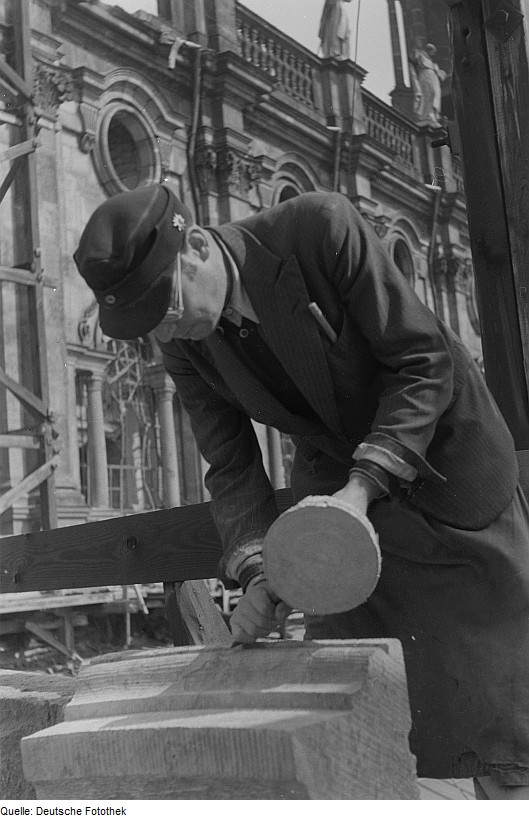
Frijnen en scharreren gebeurt met steenbeitel en klopper. Op de voorzijde van de profiellijst is de frijnslag goed te zien.

Scharreren is een handmatige bewerking van een natuurstenen oppervlak, die veel wordt toegepast door steenhouwers die in de natuursteenrestauratie werken. Bij deze techniek gebruikt de steenhouwer een ceseel en een klopper. Een klap met hamer en beitel op de steen laat een spoor na in de vorm van een ondiepe richel of indeuking. Als een geoefend steenhouwer deze handeling regelmatig herhaalt, wordt een geribbeld oppervlak verkregen.

## Het nahakken van een vlak
Na het voorhakken met een tandijzer of een bouchardehamer (of tegenwoordig ook na het zagen) kan een oppervlak verder afgewerkt worden met een scharreerslag. De steenhouwer slaat met een klopper en een ceseel meerdere kort naast elkaar gelegen, evenwijdige lijnen in het oppervlak, waarbij de beitel bij het hakken telkens uit de steen geslagen wordt.
Tegenwoordig legt men een scharreerslag op een gezaagd vlak maar in feite is dat niet juist. Scharreren is de laatste bewerking die een steenhouwer met hamer en beitel uitvoert om een plat vlak te krijgen, voordat hij het oppervlak kan gaan schuren en eventueel vervolgens frijnen. Het is dus om het even hoe de slagen liggen; als het oppervlak maar egaal wordt. Bij veel gescharreerd werk ziet men de voorafgaande bewerkingen (puntijzer, grendel, tandijzer of bouchard) vaak nog doorschemeren.
De slagen liggen evenwijdig aan elkaar maar hoeven niet in elkaars verlengde te liggen, waardoor soms de breedte van de beitel is af te lezen. Toch moeten de slagen wel zodanig op elkaar aansluiten dat nergens meer sporen van het oorspronkelijke (gezaagde, geschuurde of anderszins bewerkte) oppervlak zichtbaar zijn. Het is de bedoeling dat het gehele vlak behakt is en er dus geen sporen van voorafgaande bewerkingen meer zichtbaar zijn. Daartoe moet de beitel aangelegd worden in de holte van de vorige slag. Bij het frijnen wordt de beitel aangelegd aan het geschuurde oppervlak.

## Resultaat
Het beeld kan variëren afhankelijk van:
- De richting waarin de slagen over het vlak gelegd worden. Bij scharreren is het meestal gebruikelijk dat de slagen worden gelegd in de richting die de steenhouwer het beste uitkomt. Eerst wordt een zogenaamde "randslag" gelegd, doorgaans enigszins schuin op het zijvlak en vervolgens wordt ongeveer haaks daarop met een bredere beitel het vlak gescharreerd.
- De stand van de beitel en de wijze waarop de steenhouwer zijn hamer hanteert. Bij een scharreerslag is het de bedoeling dat de beitel uit de steen wordt geslagen. Wanneer de beitel te veel in de steen wordt geslagen ontstaat er een grover beeld dan de bedoeling is. Men spreekt dan van een "steekslag".
- Het aantal beitelslagen per palm. Een 'palm' is een handbreedte, ongeveer 10 centimeter. Dit varieert normaal van 10 tot 36 slagen per 100 mm. Bij het scharreren is het niet vereist dat de afstanden tussen de slagen precies even breed zijn en dus kan het aantal slagen per 100 mm vrij ruim variëren.